# Listă de guvernatori ai statului Idaho, Statele Unite ale Americii
Această pagină este o listă a guvernatorilor statului Idaho, conținând atât pe cei ai teritoriului Idaho cât și pe cei ai statului Idaho. 

## Listă a guvernatorilorIdaho

### Teritoriul Idaho(în engleză,Idaho Territory)
- William H. Wallace
- Caleb Lyon
- David W. Ballard
- Thomas M. Bowen
- Thomas W. Bennett
- Thompson
- Mason Brayman
- John Baldwin Neil
- John N. Irwin
- William M. Bunn
- Edward A. Stevenson
- George Laird Shoup

### StatulIdaho
| Nume                 | Partid     | Termen         |
| -------------------- | ---------- | -------------- |
| George L. Shoup      | Republican | 1890           |
| N. B. Willey         | Republican | 1890 - 1893    |
| William J. McConnell | Republican | 1893 - 1897    |
| Frank Steunenberg    | Democrat   | 1897 - 1901    |
| Frank W. Hunt        | Democrat   | 1901 - 1903    |
| John T. Morrison     | Republican | 1903 - 1905    |
| Frank R. Gooding     | Republican | 1905 - 1909    |
| James H. Brady       | Republican | 1909 - 1911    |
| James H. Hawley      | Democrat   | 1911 - 1913    |
| John M. Haines       | Republican | 1913 - 1915    |
| Moses Alexander      | Democrat   | 1915 - 1919    |
| D. W. Davis          | Republican | 1919 - 1923    |
| Charles C. Moore     | Republican | 1923 - 1927    |
| H. C. Baldridge      | Republican | 1927 - 1931    |
| C. Ben Ross          | Democrat   | 1931 - 1937    |
| Barzilla W. Clark    | Democrat   | 1937 - 1939    |
| C. A. Bottolfsen     | Republican | 1939 - 1941    |
| Chase A. Clark       | Democrat   | 1941 - 1943    |
| Charles C. Gossett   | Democrat   | 1945           |
| Arnold Williams      | Democrat   | 1945 - 1947    |
| C. A. Robins         | Republican | 1947 - 1951    |
| Len B. Jordan        | Republican | 1951 - 1955    |
| Robert E. Smylie     | Republican | 1955 - 1967    |
| Don Samuelson        | Republican | 1967 - 1971    |
| Cecil D. Andrus      | Democrat   | 1971 - 1977    |
| John V. Evans        | Democrat   | 1977 - 1987    |
| Cecil D. Andrus      | Democrat   | 1987 - 1995    |
| Phil Batt            | Republican | 1995 - 1999    |
| Dirk A. Kempthorne   | Republican | 1999 - 2006    |
| Jim Risch            | Republican | 2006 - 2007    |
| Clement Leroy Otter  | Republican | 2007 - prezent |

## Guvernatori interimari
| În funcție         | Motivul vacanței postului         | Succesor numit  | Data numirii      | Succesor ales        | Data alegerii    |
| ------------------ | --------------------------------- | --------------- | ----------------- | -------------------- | ---------------- |
| George L. Shoup    | A demisionat în decembrie 1890    | N. B. Willey    | Decembrie 1890    | William J. McConnell | 8 noiembrie 1892 |
| Charles C. Gossett | A demisionat în 17 noiembrie 1945 | Arnold Williams | 17 noiembrie 1945 | C. A. Robins         | 5 noiembrie 1946 |
| Cecil D. Andrus    | A demisionat în 24 ianuarie 1977  | John V. Evans   | 24 ianuarie 1977  | John V. Evans        | 7 noiembrie 1978 |
| Dirk Kempthorne    | A demisionat în 26 mai 2006       | Jim Risch       | 26 mai 2006       |                      |                  |